# Nuevo Progreso, Arriaga
Nuevo Progreso är en ort i Mexiko.   Den ligger i kommunen Arriaga och delstaten Chiapas, i den sydöstra delen av landet, 600 km sydost om huvudstaden Mexico City. Nuevo Progreso ligger 117 meter över havet och antalet invånare är 209.
Terrängen runt Nuevo Progreso är varierad. Runt Nuevo Progreso är det ganska glesbefolkat, med 48 invånare per kvadratkilometer. Omgivningarna runt Nuevo Progreso är en mosaik av jordbruksmark och naturlig växtlighet.